# 압구정 소년들
압구정 소년들은 이재익의 소설이다. 압구정고등학교를 졸업한 이재익 작가의 경험이 담겨 있는 반자전적인 소설이다.

## 작품에 대한 설명
소설은 서연희라는 유명 여배우의 자살로 시작된다. 부촌의 상징인 압구정동을 배경으로 인간의 뒤틀린 욕망과 구원의 메시지를 담는다. 이야기는 과거와 현재하는 두 축이 맞물려 교차 편집되며 전개된다. 4명으로 구성된 스쿨 밴드 ‘압구정 소년들’을 통해 1990년대 강남 키드들의 꿈과 아픔을 그린 성장소설이 한 축이다.소설은 이와 함께 1990년대 초반 대한민국 부의 상징인 압구정동에서 경제적으로 윤택하면서도 남다른 청소년기를 보내고 엘리트 코스를 밟아 사회의 특권층으로 성장한 30대 중반 친구 5명의 절대 밝지만은 않은 성장담도 소상하게 그린다.